# Rolf F. Nohr
Rolf F. Nohr (* 6. August 1968 in Stuttgart) ist ein deutscher Medienwissenschaftler. Er ist Professor für Medienästhetik und Medienkultur an der HBK Braunschweig.

## Leben
Rolf F. Nohr studierte ab April 1991 Theater-, Film- und Fernsehwissenschaften in Bochum. 2001 wurde er wissenschaftlicher Mitarbeiter im kulturwissenschaftlichen Forschungskolleg (SFB 427) Medien und kulturelle Kommunikation. 2002 wurde er als bundesweit erster Stiftungs-Juniorprofessor an die HBK Braunschweig berufen und 2009 zum Professur für Medienästhetik / Medienkultur.
2003 gründete Nohr zusammen mit Britta Neitzel die AG Games in der Gesellschaft für Medienwissenschaft. Er leitete Forschungsprojekte zu  (Computer-)Strategiespielen und der  Geschichte von Unternehmensplanspielen. Von 2007 bis 2011 war er Vorstandsmitglied  der Gesellschaft für Medienwissenschaft. Er ist Gründer und Herausgeber der Schriftenreihe Medien´Welten. Braunschweiger Schriften zur Medienkultur. Von 2013 bis 2019 war er Mitglied des Graduiertenkollegs Das Dispositiv des Fotografischen. Seit 2018 ist er External Affiliate am College of Humanities an der University of Arizona.
Nohrs Hauptforschungsinteressen sind neben game studies die kritische Diskursanalyse, Evidenztheorie, Sofortbilder, die Visualisierung von Wissen und metal studies.

## Schriften

### Eigene Werke
- mit Irina Kaldrack: Preferable Futures. Meson press, Lüneburg 2023, ISBN 978-3-95796-033-7 (online)
- ›Unternehmensplanspiele 1955–1975‹. Die Herstellung unternehmerischer Rationalität im Spiel. Lit, Münster 2019, ISBN 978-3-643-14453-9. (Unter Mitarbeit von Tobias Conradi, Tim Glaser, Kerstin Hoffmann und Theo Röhle).
- Johann Christian Ludwig Hellwig. „Ein dem Menschenwohl gewidmetes Leben“. Hentrich & Hentrich, Berlin 2017. (online)
- Nützliche Bilder. Bild, Diskurs, Evidenz. LIT, Münster 2014, ISBN 978-3-643-12598-9 (online)
- mit Stefan Böhme (unter Mitarbeit von Gunnar Sandkühler): „Die Auftritte des Krieges sinnlich machen“. Johann C. L. Hellwig und das Braunschweiger Kriegsspiel. Appelhans, Braunschweig 2009, ISBN 978-3-941737-02-0 (online)
- Die Natürlichkeit des Spielens. Vom Verschwinden des Gemachten im Computerspiel. LIT, Münster 2008, ISBN 978-3-8258-1679-7.  (online)
- Karten im Fernsehen: Die Produktion von Positionierung. LIT, Münster 2002, ISBN 3-8258-6372-7. (online)

### Als Herausgeber
- mit Tim Glaser: Pocket Protecor. Der Nerd als mediale Diskursfigur. LIT, Münster, 2023, ISBN 978-3-643-15299-2
- mit Tobias Conradi und Florian Hoof: Medien der Entscheidung. LIT, Münster 2016, ISBN 978-3-643-13548-3 (online)
- mit Thomas Hensel und Britta Neitzel: ›The Cake is a Lie!‹ Polyperspektivische Betrachtungen des Computerspiels am Beispiel von ›Portal‹. LIT, Münster 2015, ISBN 978-3-643-12996-3 (online)
- mit Serjoscha Wiemer und Stefan Böhme: Diskurse des strategischen Spiels. Medialität, Gouvernementalität, Topografie. LIT, Münster 2014, ISBN 978-3-643-11086-2 (online)
- mit Serjoscha Wiemer und Stefan Böhme: Sortieren, Sammeln, Suchen, Spielen. Die Datenbank als mediale Praxis. LIT, Münster 2012, ISBN 978-3-643-11728-1 (online)
- mit Herbert Schwaab: Metal matters. Heavy Metal als Kultur und Welt. LIT, Münster 2011, ISBN 978-3-643-11086-2 (online)
- mit Serjoscha Wiemer und Matthias Bopp: Shooter. Eine multidisziplinäre Einführung. LIT, Münster 2009, ISBN 978-3-643-10189-1 (online)
- mit Serjoscha Wiemer: Strategie Spielen. Zur Politik, Medialität und Geschichte des Strategiespiels. LIT, Münster 2008, ISBN 978-3-8258-1451-9 (online)
- mit Britta Neitzel: Das Spiel mit dem Medium – Immersion, Interaktivität, Interface. Zur Teilhabe an den Medien von Kunst bis Computerspiel. Schüren, Marburg 2006, ISBN 3-89472-441-2.
- mit Meike Kröncke und Barbara Lauterbach: Polaroid als Geste – Gebrauchsweisen einer fotografischen Praxis. Hatje Cantz, Stuttgart 2005, ISBN 3-7757-1619-X.
- mit Britta Neitzel und Matthias Bopp: »See I‘m real…« Multidisziplinäre Zugänge zum Computerspiel am Beispiel von ›Silent Hill‹. Lit, Münster 2005, ISBN 3-8258-8374-4 (online)
- Evidenz – »…das sieht man doch!«. LIT, Münster 2004, ISBN 3-8258-7801-5 (online)
- mit Hilde Hofmann und Ralf Adelmann (Hrsg.): REC – Video als mediales Phänomen. VDG, Weimar 2002, ISBN 3-89739-273-9.